# Stephen Bourne
Pour les articles homonymes, voir Bourne.
Steve Bourne (né le 7 janvier 1944) est un informaticien britannique, connu surtout pour être l'auteur du shell sh (Bourne shell), qui est au fondement des interfaces en ligne de commandes pour UNIX.
Il est diplômé en mathématiques et en informatique. Il a travaillé à l'Université de Cambridge, au laboratoire d'informatique. À cette époque, il a écrit un compilateur pour  ALGOL68 baptisé ALGOL68C. Puis il a passé neuf ans aux laboratoires Bell, avec l'équipe d'UNIX version 7. Il développe, en 1975, le Bourne shell, qui devient, les années suivantes, le shell par défaut d'UNIX 7, à la place du Thompson shell. Il est l'auteur de The UNIX system (1983), le second livre sur UNIX, destiné à un large public.
Après les Bell Labs, Bourne a travaillé pour Silicon Graphics, Digital Equipment Corporation, Sun Microsystems, et Cisco systems. Il a été président de l'ACM (Association for Computing Machinery) et a contribué à la création d'ACM Queue, la revue de l'ACM. Depuis 1998, il occupe un poste à El Dorado Ventures, en Californie.

## Publications
- Steve Bourne (trad. Michel Dupuy), Le Système UNIX, Paris, Dunod, coll. « iia », 1985 (réimpr. mai 1991), 398 p. (ISBN 978-2-7296-0014-3 et 2-7296-0014-0)

## Liens
- (en) About Steve Bourne
- (en) Introduction au shell UNIX par S. Bourne
- (en) Interview with S. Bourne